# Ligyra ochracea
Ligyra ochracea är en tvåvingeart som beskrevs av Wray Merrill Bowden 1971. Ligyra ochracea ingår i släktet Ligyra och familjen svävflugor. Inga underarter finns listade i Catalogue of Life.